# Paradoxes de Zénon
Les paradoxes de Zénon forment un ensemble de paradoxes imaginés par Zénon d'Élée pour soutenir la doctrine de Parménide, selon laquelle toute évidence des sens est trompeuse et le mouvement est impossible.
Plusieurs de ces paradoxes de Zénon ont traversé le temps et été rapportés par Aristote dans la Physique et par Simplicius dans un commentaire à ce sujet.

## Contexte
Selon Proclus, au Ve siècle av. J.-C., Zénon d'Élée aurait écrit une suite de 40 arguments destinés à défendre son maître et ami Parménide d'Élée. Ce dernier, dans sa doctrine de « l'étant », soutenait que ce qui est en soi est immuable, permanent, un et identique à soi, indivisible et d'un seul tenant, immobile et unique. Zénon aurait donc eu pour ambition de réduire à néant les arguments des adversaires de Parménide en montrant que la notion de pluralité de l'étant (sa capacité à être divisé) conduisaient à des paradoxes. Cela l'amène à attaquer également la notion du mouvement qu'ils proposaient.
De cet ouvrage, il ne reste que des fragments : 
- quatre paradoxes concernant le mouvement et présentés de manière allusive par Aristote dans sa Physique : ceux connus sous les noms de La Dichotomie, l'Achille, La Flèche, Le Stade[3] ;
- deux paradoxes, concernant la pluralité, précisément cités, près de 1 000 ans plus tard, par Simplicius : la pluralité des grandeurs, la pluralité numérique et un autre s'y rapportant : Le Boisseau[4] ;
- un paradoxe, concernant le mouvement, cité par Diogène Laërce, sur le lieu où se tient le mouvement[5].

## Paradoxes sur la pluralité

### Pluralité des grandeurs
« Si la pluralité existe, elle doit être à la fois infiniment petite et infiniment grande : infiniment petite parce que ses parties doivent être indivisibles et donc sans grandeur ; infiniment grande, parce que toute partie sera séparée d'une autre par une autre, cette dernière par une autre troisième, cette dernière de la première et de la deuxième par une quatrième et une cinquième, et ainsi indéfiniment. »

### Pluralité numérique
« Si la pluralité existe, elle doit être à la fois finie et infinie en nombre : numériquement finie, parce qu'il y a autant de choses qu'il y en a, ni plus ni moins ; numériquement infinie, parce que deux choses sont séparées par une troisième, celle-ci est séparée de la première par une quatrième, de la deuxième par une cinquième, et ainsi indéfiniment. »

### Pluralité de lieux
« Si tout ce qui est, est dans un lieu, ce lieu même doit être dans un autre lieu, et ainsi indéfiniment. »

### Le boisseau
« Si un boisseau de blé fait du bruit en tombant, il doit en être de même de chaque grain de blé, et même de chaque partie d'un grain. »

## Paradoxes sur le mouvement

### Paradoxe de la dichotomie
« Il n'y a pas de mouvement car ce qui est en mouvement doit parvenir à la moitié avant d'atteindre son terme. »

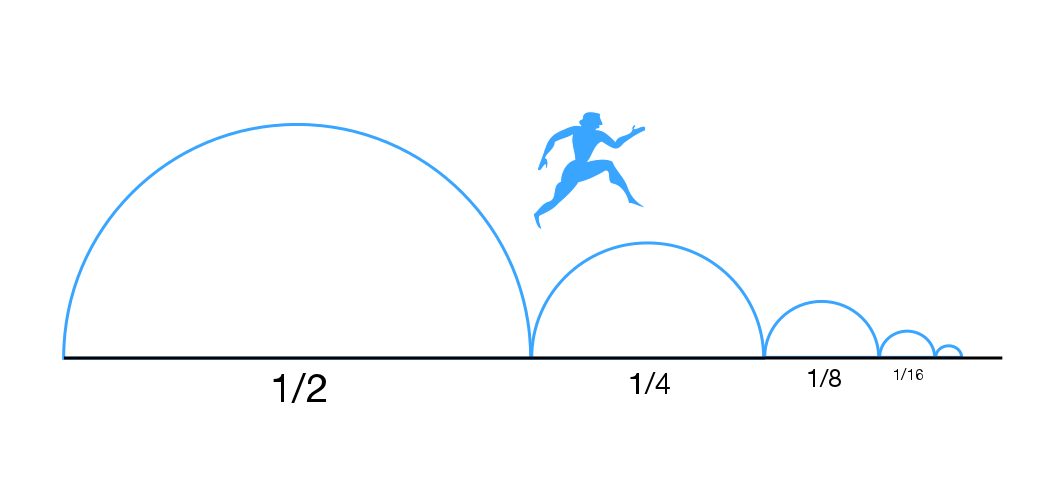
La dichotomie.

C'est sous cette forme qu'il est mentionné dans La Physique (VI, 9) d'Aristote,.
L'argument de la dichotomie est analysée sous deux formes, une ascendante et une descendante.
Aristote précise ce qu'il pense être le raisonnement de Zénon : on doit toujours traverser la demi-distance. Il y a un nombre infini de demi-distances (de 0 à 1/2 puis de 1/2 à 3/4, puis de 3/4 à 7/8 etc.). Il est impossible de parcourir complètement une infinité de choses.
Mais d'autres analyses sont aussi présentées : le mouvement est impossible car avant d'arriver à son terme, il doit arriver à la moitié et avant d'arriver à la moitié, il doit arriver à la moitié de la moitié, et avant d'arriver à la moitié de la moitié, il doit arriver à la moitié de la moitié de la moitié… Le mouvement n'a donc pas de commencement,,.
Le paradoxe se résout en soutenant que le mouvement est continu ; le fait qu'il soit divisible à l'infini ne le rend pas impossible pour autant. De plus, en analyse moderne, le paradoxe est résolu en utilisant fondamentalement le fait qu'une somme infinie de nombres strictement positifs peut converger vers un résultat fini, et spécialement 1/2 + 1/4 + 1/8 + 1/16 + ⋯.

### Achille
« Celui qui court le plus lentement ne sera jamais rattrapé par le plus rapide. Car le poursuivant doit d'abord atteindre le point d'où est parti le poursuivi, si bien que le plus lent doit toujours avoir une longueur d'avance. »

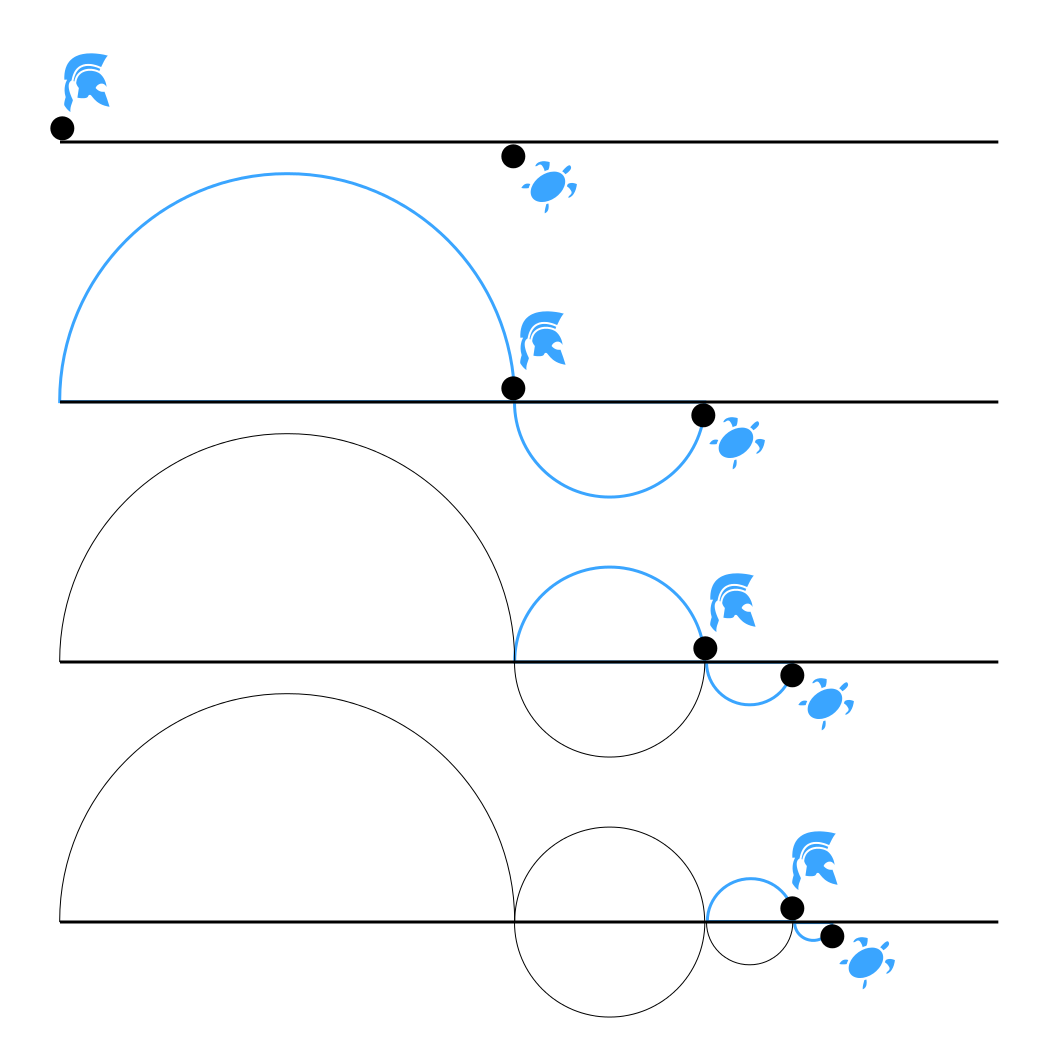
Achille et la tortue.

Aristote précise que ce paradoxe s'appelle Achille, en référence au héros grec réputé pour sa rapidité. Ce paradoxe est maintenant connu sous le nom d'Achille et la tortue.
« Depuis le Ve siècle av. J.-C., écrivent Philippe Boulanger et Alain Cohen dans Le Trésor des Paradoxes, ce paradoxe du mouvement a stimulé les réflexions des mathématiciens, entre autres Galilée, Cauchy, Cantor, Carroll et Russell ». Pour Bergson, « Les philosophes l'ont réfuté de bien des manières et si différentes que chacune de ces réfutations enlève aux autres le droit de se croire définitives ».
En analyse moderne, le paradoxe est résolu en utilisant le fait qu'une série infinie de nombres strictement positifs peut converger vers un résultat fini,.

### Flèche en vol

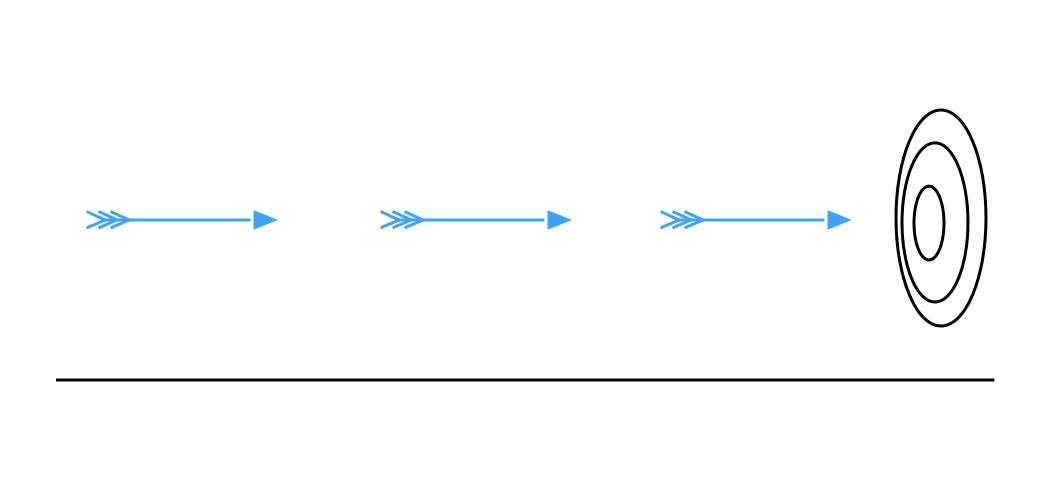
La flèche.

Il existe plusieurs traductions de ce paradoxe entrainant des analyses différentes. On peut trouver : « Une chose est en repos, ou en mouvement, lorsqu’elle est dans un espace égal à elle-même. La flèche qui vole est toujours dans l’instant. Elle est donc toujours immobile. »
Mais cette traduction est parfois contestée au profit de : « Si toute chose est en repos ou en mouvement et si elle est en repos quand elle est dans un espace égal à son volume; comme le mobile est toujours dans l'instant dans un espace égal à son volume, la flèche en mouvement est toujours immobile. »
On peut l’interpréter ainsi : à chaque instant, la flèche se trouve à une position précise. Si l'instant est nul, alors la flèche n'a pas le temps de se déplacer et reste au repos pendant cet instant. De même, pendant les instants suivants, elle va rester immobile pour la même raison. Si le temps est une succession d'instants et que chaque instant est un moment où le temps est arrêté, le temps n'existe donc pas. La flèche est donc toujours immobile à chaque instant et ne peut pas se déplacer : le mouvement est donc impossible.

### Le Stade

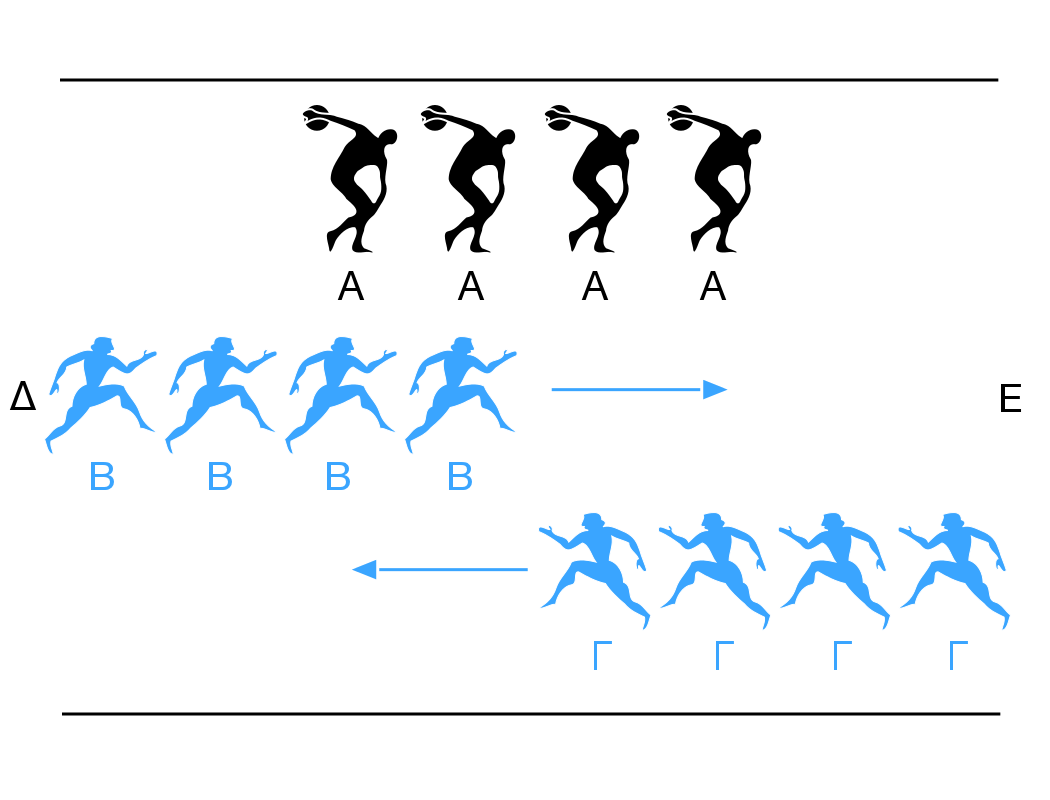
Paradoxe de Zénon:le stade

Le paradoxe du stade est mentionné par Aristote en ces termes : « Des corps égaux se meuvent en sens inverse dans le stade devant d'autres corps égaux, ceux-ci immobiles, les premiers venant de l'extrémité du stade, les autres du milieu, avec des vitesses égales. Zénon en conclut qu'une durée est à la fois le double et la moitié d'elle-même. »
Aristote détaille le raisonnement, avec probablement l'aide d'un schéma qui n'a pas été retrouvé, et  explique que la rangée B verra défiler dans le même temps la moitié de la rangée A et toute la rangée C.
Avec une vision continue du temps et de la vitesse, l'apparent paradoxe s'explique par le fait que la vitesse relative de B par rapport à A est différente de celle de B par rapport à C. Il reste un paradoxe si on conserve une version discrète du temps et de l'espace.

## Autres interprétations
Plusieurs philosophes, dont Descartes (lettre à Clerselier, juin ou juillet 1646 ; à Mersenne 7 septembre 1646), Kant, Hume, Hegel, Bergson, ont proposé d'autres solutions à ces paradoxes. Une solution plus simple, d'abord proposée par Leucippe et Démocrite, contemporains de Zénon, est de nier que l'espace soit divisible à l'infini.
Une autre interprétation consiste à se rendre compte que lorsqu'on divise l'espace, on divise aussi proportionnellement le temps de parcours et que, finalement, la vitesse reste inchangée.

## Point de vue scientifique moderne
La physique moderne considère que les « paradoxes de Zénon » sont résolus s'ils sont posés rigoureusement au sens des mathématiques modernes. Les processus infinis sont restés théoriquement problématiques en mathématiques jusqu’à la fin du XIXe siècle. Avec leur notion de limite, Weierstrass et Cauchy ont développé une formulation rigoureuse de la logique et du calcul infinitésimal impliqués dans ces paradoxes. Nombre de scientifiques, d'historiens et de philosophes, considèrent ainsi que les paradoxes de Zénon ne sont que des paradoxes apparents résultant de problèmes mal posés et des biais de raisonnement humains.